# Медовка (Липецька область)
Медовка (рос. Медовка) — село в Усманському районі Липецької області Російської Федерації.
Населення становить 343  особи. Належить до муніципального утворення Пригородна сільрада.

## Історія
З 13 червня 1934 до 1954 року у складі Воронезької області. Відтак входить до складу Липецької області.
Згідно із законом від 2 липня 2004 року №114-оз органом місцевого самоврядування є Пригородна сільрада.

## Населення
| 2010 | 2011 |
| ---- | ---- |
| 343  | →343 |